# William Abner Eddy
William Abner Eddy (28. ledna 1850 – 26. prosince 1909) byl americký novinář, účetní, fotograf a vynálezce, známý svými fotografickými a meteorologickými experimenty s draky.

## Život a dílo
William Abner Eddy se narodil v bohaté rodině v New Yorku. Jeho otec byl pastorem. Zkušenosti s draky sbíral již v raném věku: Když mu bylo 15, úspěšně zkonstruoval šestihranného draka. Po závěrečné zkoušce na University of Chicago se vrátil do New Yorku, kde pracoval jako účetní pro New York Herald. V roce 1887 se oženil s Cynthií S. Hugginsovou (1856-1922 ) a přestěhovali se do nedalekého Bayonne v New Jersey, kde už žil jeho bratranec. Jejich dcera Margaret se narodila 11. ledna 1888 v New Yorku.
Eddy projevil zájem o draky znovu, když se dozvěděl o světových úspěších pokusů s draky. V roce 1883 Archibald Douglas používal draky pro měření rozdílů rychlosti větru. Alexander McAdie zopakoval pokusy Benjamina Franklina s drakem a elektroměry. V roce 1887 se Eddy dozvěděl o řiditelných dracích Woodbridge Davise.
Na základě zkušeností s bezocasými kosočtvercovými draky, které byly běžné na ostrově Jáva, se snažil doplnit chybějící detaily. U standardního kosočtvercového draka je ke stabilizaci zapotřebí ocas, který je však problematický při řetězení několika draků s cílem dosáhnout vyšších poloh. Eddy dodal do příčného nosníku „luk“ a otvor do místa křížení latí. V roce 1893 na světové výstavě využil šance získat autentického malajského draka, který jej inspiroval k dalším vylepšením a dovedl jej k výsledku, který je dnes známý jako „čtyřúhelníkový drak Eddy“ (anglicky: diamond Eddy kite). Zlepšil také způsob řetězení několika draků. Dříve byl každý drak spojen s předchozím. Místo toho Eddy vedl jednotlivé draky z odboček ze společné hlavní linie.

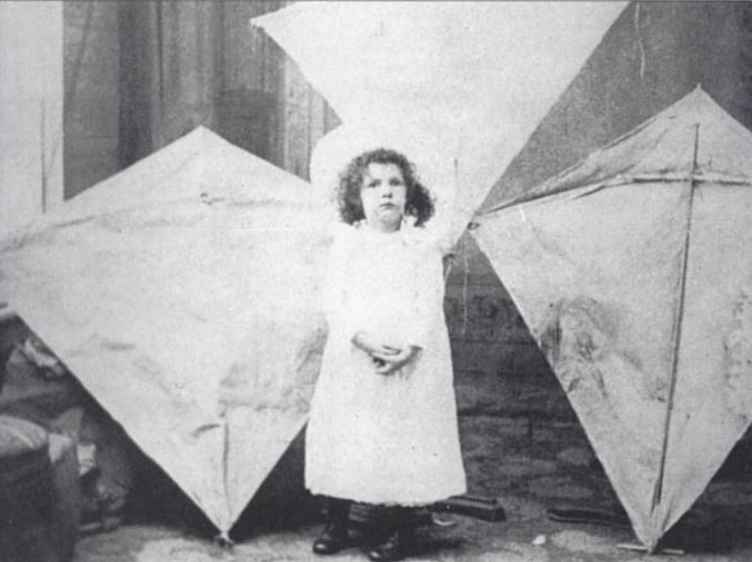
Margaret Eddy s draky svého otce, cca 1895

Eddyho zveřejnění teplot vzduchu, které naměřil ze svého draka, upoutalo pozornost Americké meteorologické společnosti. V roce 1894 pak následovalo pozvání ke spolupráci s meteorologickou observatoří Blue Hill. Pomohl řešit technické problémy observatoře, a tím významně přispěl k její dobré pověsti.
Dne 30. května 1895 Eddy pořídil první fotografie ze vzduchu v USA. Bylo to 37 let po prvních Nadarových snímcích z balónu a 7 let po prvních fotografiích z draků Arthura Batuta. Eddy vylepšil Batutovu technologii a dokonce experimentoval s telefonováním přes draky a „dračími zrcadly“.
Deník New York Times pravidelně informoval o Eddyho plánech, výsledcích, ale také kuriózních nehodách. Například v roce 1897 do jednoho z jeho experimentů v průběhu noci zasáhly děti. V roce 1898 doufal, že pomůže námořnictvu ve španělsko-americké válce. Na Štědrý den roku 1900 zjistil, že divoké kachny na pobřeží létaly 76 km/h v nadmořské výšce 460 metrů. V roce 1908 Eddy s pomocí leteckých snímků pořízených z draka vyřešil krádež zmrzliny ze své pavlače. Jedna fotografie zachytila dva muže, jak svou kořist pojídají.
Vědecký význam technického zlepšení Eddyho draka měl krátké trvání kvůli příchodu krabicového (komorového) draka obdélníkového tvaru, zkonstruovaného Lawrencem Hargravem. Nicméně rok po Eddyho smrti vlek deseti jeho draků dosáhl výšky 7 128 metrů a ustanovil výškový rekord, který zůstal nepřekonaný několik let.